# 미송속
미송속(美松屬)은 소나무과의 속이다. 하위 종의 수는 확실치 않으나 아시아의 4종, 북아메리카의 2종이 널리 인정받는다. 식물분류학이 지금만큼 발달하지 않았던 19세기 식물학자들은 미송속 식물을 분류하는 데 어려움을 겪었으며, 미송속 식물들은 가문비나무속, 소나무속, 솔송나무속, 전나무속이나 심지어 세쿼이아속으로 분류되기도 했다. 1867년이 되어서야 프랑스의 식물학자 엘리아벨 카리에르가 미송속(Pseudotsuga)을 새로운 속으로 정의했다.

## 하위 종
- 미송 P. menziesii (Mirb.) Franco
  - P. menziesii var. glauca (Beissn.) Franco
- P. japonica (Shiras.) Beissn.
- P. macrocarpa (Vasey) Mayr
- P. sinensis Dode
  - P. sinensis var. brevifolia (W.C.Cheng & L.K.Fu) Farjon & Silba
  - P. sinensis var. gaussenii (Flous) Silba